# 加古川東郵便局
加古川東郵便局（かこがわひがしゆうびんきょく）は兵庫県加古川市にある郵便局。民営化前の分類では集配普通郵便局であった。

## 概要
住所：〒675-0199 兵庫県加古川市平岡町一色三ツ池797-310

## 沿革
- 1874年（明治7年）12月 - 土山（つちやま）郵便取扱所として開設[1]。
- 1875年（明治8年）1月1日 - 土山郵便局（五等）となる。
- 1884年（明治17年）10月31日 - 廃止。
- 1886年（明治19年）4月22日 - 土山郵便受取所として再設置されるも、後に再び廃止。
- 1893年（明治26年）1月1日 - 土山郵便局（三等）として再設置。同年4月16日より為替・貯金取扱を開始。
- 1901年（明治34年）3月1日 - 別府（べふ）郵便局に改称。
- 1959年（昭和34年）6月21日 - 電話交換事務の取扱を加古川電報電話局に移管[2]。
- 1963年（昭和38年）7月1日 - 国内欧文電報受付・配達事務および国際電報受付・配達事務を加古川電報電話局に移管。
- 1970年（昭和45年）7月24日 - 和文電報配達事務を加古川電報電話局に移管。
- 1975年（昭和50年）3月1日 - 特定郵便局から普通郵便局に局種別改定するとともに、加古川東郵便局に改称。
- 1982年（昭和57年）9月6日 - 二見郵便局から集配業務の一部[3]を移管。
- 2000年（平成12年）8月14日 - 外国通貨の両替および旅行小切手の売買に関する業務取扱を開始。
- 2007年（平成19年）10月1日 - 民営化に伴い、併設された郵便事業加古川東支店に一部業務を移管。
- 2012年（平成24年）10月1日 - 日本郵便株式会社発足に伴い、郵便事業加古川東支店を加古川東郵便局に統合。

## 取扱内容
- 郵便、印紙、ゆうパック、内容証明
- 貯金、為替、振替、振込、国際送金、外貨両替・トラベラーズチェック、国債、投資信託
- 生命保険、バイク自賠責保険、自動車保険
- 地方公共団体事務（兵庫県住宅再建共済基金利用申込取次事務）
- ゆうちょ銀行ATM
- 「675-01xx」区域（加古川市（金沢町および平岡・別府地区））および加古郡播磨町全域）の集配業務
- ゆうゆう窓口

## 周辺
- 加古川東市民病院
- マルナカ加古川店

## アクセス
- JR山陽本線（JR神戸線） 東加古川駅から徒歩約19分
- 山陽電鉄本線 別府駅から徒歩約21分
- 神姫バス、加古川市コミュニティバス「かこバス」 南芳苑・かこてらす前停留所下車
- 国道2号 加古川バイパス 加古川東ランプから南西へ約2km
- 駐車場あり：17台